# Pavone Canavese
Pavone Canavese (piemontesisch Pavon) ist eine Gemeinde in der italienischen Metropolitanstadt Turin (TO), Region Piemont.

## Lage und Einwohner
Pavone Canavese liegt knapp 50 km nördlich von Turin. Das Gemeindegebiet umfasst eine Fläche von 11 km² und hat 3588 Einwohner (Stand 31. Dezember 2023).
Die Nachbargemeinden sind Ivrea, Banchette, Samone, Colleretto Giacosa, Romano Canavese, Perosa Canavese und San Martino Canavese.

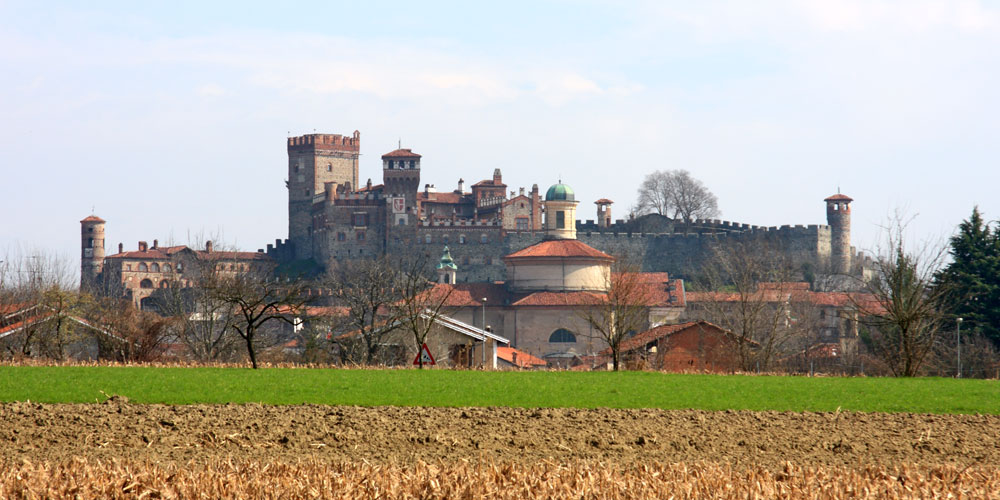
Panorama

## Geschichte

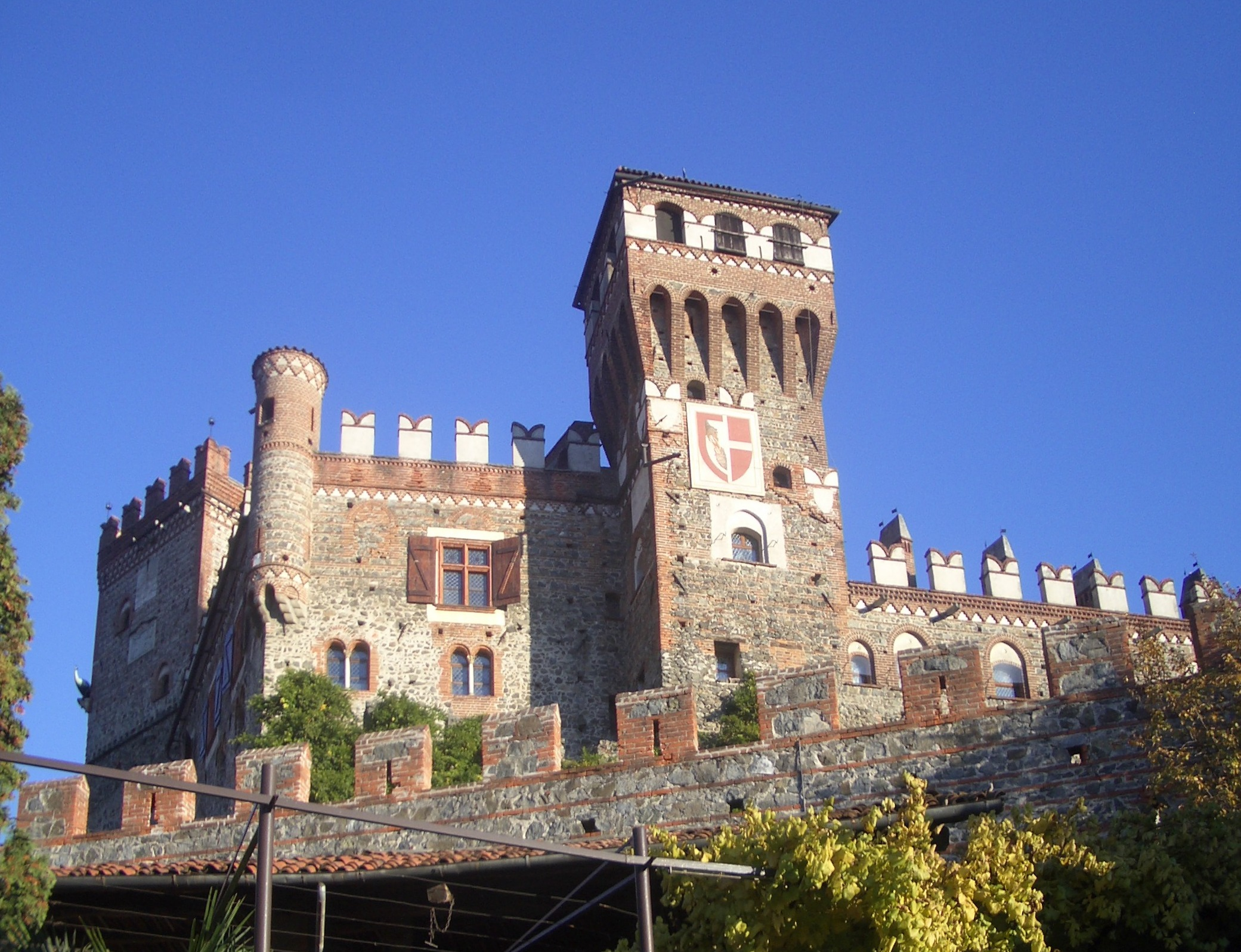
Die Burg Pavone

Die menschliche Besiedlung ist seit der Bronzezeit bezeugt, in der Römerzeit dokumentiert und entwickelte sich im Mittelalter. Die Straße von Eporedia (Ivrea) nach Augusta Taurinorum (Turin) führte in den ersten Jahrhunderten durch das Gebiet von Pavone.
Die aus dem 9. Jahrhundert stammende Burg dominiert die kleine Stadt und wurde immer wieder erweitert. Ab 1888 wurde die Burg umfangreich durch Alfredo d’Andrade renoviert. Als er am 30. November 1915 stirbt, wird er neben seiner Frau auf dem Friedhof von Pavone Canavese begraben. 1929 werden die Leichen von Alfredo D’Andrade und Costanza Brocchi in die kleine Kirche San Pietro innerhalb der Mauern der Burg Pavone überführt. 1981 wird sie zum Nationaldenkmal ernannt und zählt zu den schönsten Burgen Italiens. Heute ist es ein Hotel und Restaurant.